# Robert Bouloux
Robert Bouloux (Ploubalay, 20 maggio 1947) è un ex ciclista su strada francese, professionista dal 1969 al 1977, fu vincitore di diverse semiclassiche.

## Palmarès
- 1967

Parigi-Troyes
Parigi-Mantes
Parigi-Blanchafort
- 1968

Parigi-Verneul

## Piazzamenti

### Grandi Giri
- Tour de France

1969: 55º
1970: 41°
1971: 41°
1972: ritirato
1973: 56°
1976: 50°
1976: 20°
- Vuelta a España

1965: ritirato

### Classiche monumento
- Milano-Sanremo

1972: 22º
1973: 18º
1969: 19º
- Liegi-Bastogne-Liegi

1970: 16º
1971: 23º
1972: 10º
1974: ritirato